# Рут Берґгаус
Рут Берґгаус (нім. Ruth Berghaus; 2 липня 1927, Дрезден, НДР — пом. 25 січня 1996, Цойтен, Німеччина) — німецька хореографка, театральна режисерка.

## Життєпис

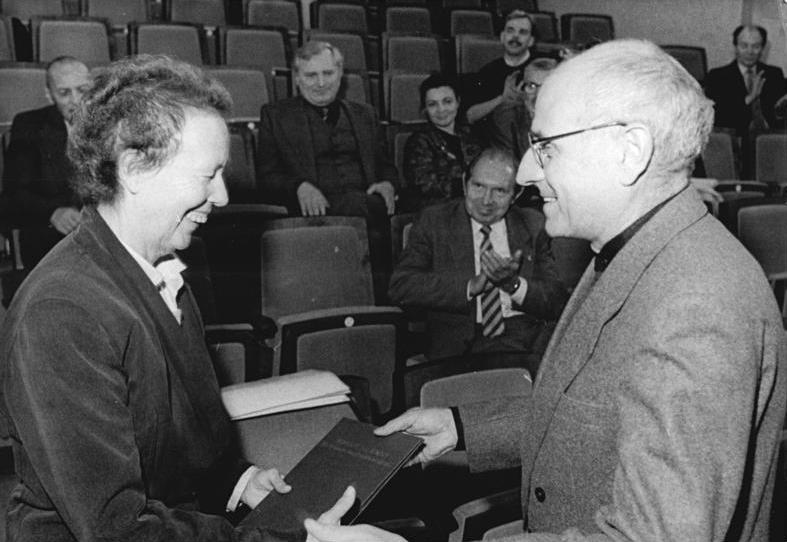
Нагородження Манфредом Веквертом Рут Берґгаус «Премією Конрада Вольфа» у Берліні, 20 жовтня 1988

Рут Берґгаус народилася 2 липня 1927 року в Дрездені. Вивчала напрямки сучасного танцювального мистецтва у Ґрети Палукка, відомої німецької танцівниці та педагога. Потім Берґгаус вчилася у Німецькій художній академії (Берлін), в тому числі й у знаменитого театрального режисера Вольфґанґа Ланґгоффа та австрійського театрального та оперного режисера Вальтера Фельзенштейна.
У 1951 вона познайомилася з творчістю композитора Пауля Дессау, своїм майбутнім чоловіком. Рут вийшла заміж за композитора Пауля Дессау, режисером чиїх творів вона не раз виступала, в 1954 році. Їхній син Максим Дессау (нар. 1954 році) вчився в Академії кіно і телебачення Бабельсберг на режисера.
Рут Берґгаус помер у 1996 році від раку. Була похована, біля свого чоловіка Пауля Дессау, на цвинтарі Доротеенштадт в Берлін-Мітте.

### Кар'єра

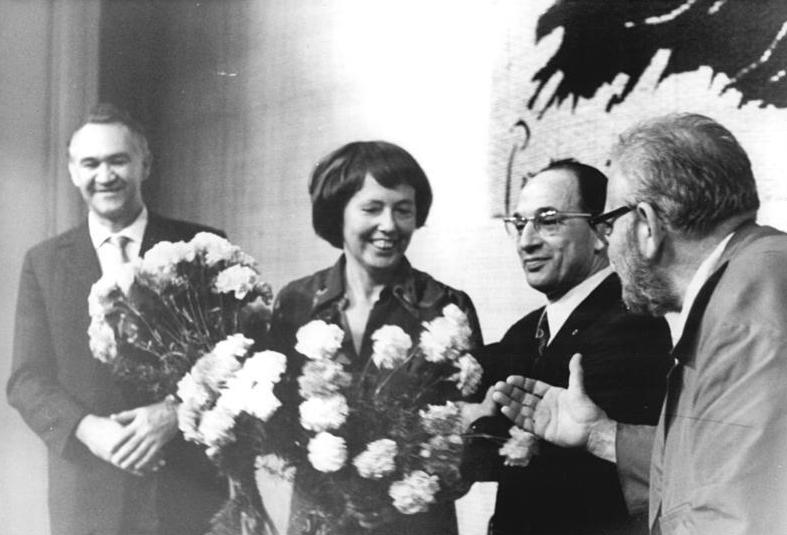
Рут Берґгаус в Берліні. 1971 рік

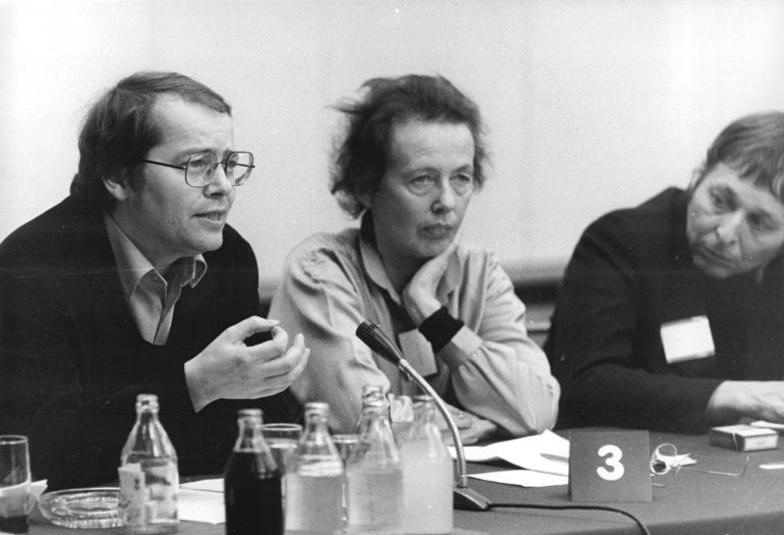
Рут Берґгаус (в центрі) у 1981 році в Берліні

З 1951 по 1964 рік вона працювала хореографом у Німецькому театрі, Німецькій державній опері, Берлінер ансамблі, а також у кабаре-театрі Дістель (Kabarett-Theater Distel).
У 1971-1977 роках Рут Берґгаус була інтендантом театру «Берлінер ансамбль». Берґгаус спробувала внести нововведення у театрі, що породило спротив ансамблю та публіки. Через це вона змушена була покинути театр.
У 1980-1987 роках Берґгаус працювала у Франкфуртській опері. Саме в цьому театрі повністю реалізувала себе як оперний режисер. Її робота у Франкфуртській опері відзначена важливим співпрацею з Майклом Ґіленом, колишнім музичним керівником опери. Разом вони виховали чимало талановитих учнів.

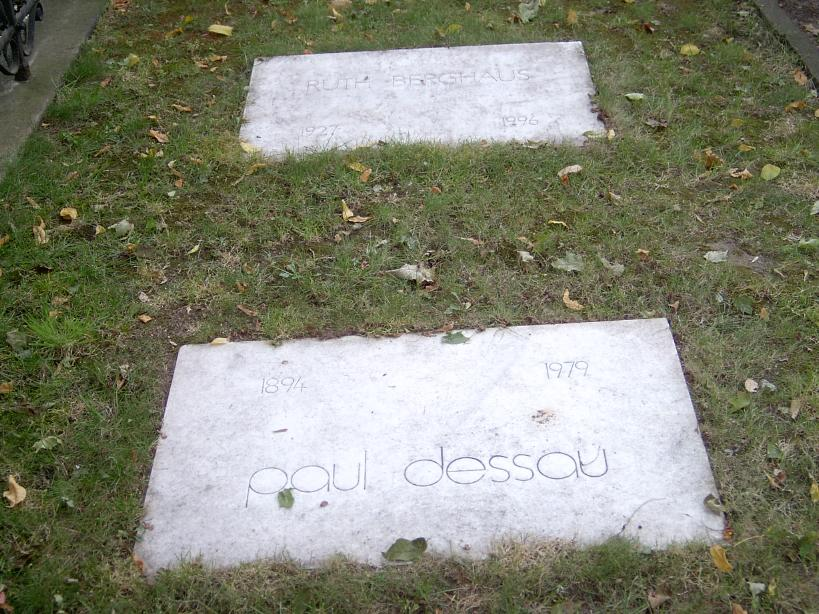
Могила Рут Берґгаус та її чоловііка Пауля Дессау на цвинтарі Доротеенштадт

Активно працювала й у інших європейських театрах. Повернулася до Франкфуртської опери у 1992 році.
Рут Берґгаус була одним з тих небагатьох режисерів, які намагалися передати свою майстерність молодим колегам, і протягом трьох років поспіль проводила майстер-класи по основним напрямкам сучасного оперного мистецтва.

### Театр
- 1960 Бертольд Брехт / Пауль Дессау Засудження Лукулла (Німецька державна опера)
- 1967 Ріхард Штраус Електра (Німецька державна опера)
- 1968 Петер Вайс В'єтнам Дискурс (Берлінер ансамбль)
- 1968 Джоаккіно Россіні Севільський цирульник диригент Паоло Аррівабені (Німецька державна опера)
- 1970 Карл Марія фон Вебер Вільний стрілець (Німецька державна опера Берлін)
- 1971 Бертольд Брехт У джунглях міст (Берлінер ансамбль)
- 1971 Бертольд Брехт Гвинтівки Терези Каррара (Берлінер ансамбль)
- 1972 Петер Гакс Омфала (Берлінер ансамбль)
- 1973 Гайнер Мюллер Цемент (Берлінер ансамбль)
- 1974 Бертольд Брехт Мати (Берлінер ансамбль)
- 1980 Ріхард Штраус Електра (Національний театр Мангейма)
- 1980 Вольфганг Амадей Моцарт Чарівна флейта (Франкфуртська опера)
- 1981 Вольфганг Амадей Моцарт Викрадення із сералю (Франкфуртська опера)
- 1982 Гектор Берліоз Троянці (Франкфуртська опера)
- 1982 Леош Яначек Засіб Макропулоса (Франкфуртська опера)
- 1985 Зіґфрід Матус Пісня про кохання й смерть корнета Крістофа Рільке (Франкфуртська опера)
- 1985 Альбан Берг Воццек (Франкфуртська опера)
- 1985 Ріхард Вагнер Парсіфаль (Франкфуртська опера)
- 1986 Ганс Вернер Генце Орфей (Віденська державна опера)
- 1987 Ріхард Вагнер Перстень Нібелунга (Німецька державна опера)
- 1987 Арнольд Шенберг Мойсей і Арон (Німецька державна опера)
- 1988 Ігор Стравінський Історія солдата (Музикфест, Санкт-Моріц)
- 1988 Альбан Берг Лулу (Брюссель)
- 1988 Франц Шуберт Фьєррабрас (Ан дер Він)
- 1988 Ріхард Вагнер Трістан та Ізольда (Гамбурзька державна опера)
- 1988 Ріхард Вагнер Летючий голландець (Цюрихський оперний театр)
- 1991 Клод Дебюссі Пеллеас і Мелісанда (Німецька державна опера)
- 1991 Генріх фон Клейст Пентесілея (Бурґтеатр)
- 1993 Бертольд Брехт Кавказьке крейдяне коло (Бурґтеатр)
- 1994 Рольф Ліберман Медея (Гамбурзька державна опера)
- 1995 Йоганн Штраус Кажан (Лейпціг)

## Відзнаки та нагороди
- Орден «За заслуги перед Вітчизною» II ступеня (1973);
- Національна премія НДР II ступеня (1974);
- Національна премія НДР I ступеня (1987);
- Премія Конрада Вольфа (1988)[4];
- Театральна медаль Кайнца.